# Брент, Джордж
Джордж Брент (англ. George Brent; 15 марта 1899, Баллинасло, графство Голуэй, Ирландия — 26 мая 1979, Солана Бич, Сан-Диего, Калифорния, США) — американский актёр кино и телевидения ирландского происхождения.
Обладатель двух персональных звёзд на Голливудской «Аллее славы» за вклад в развитие киноиндустрии и телевидения.

## Биография
Сын ирландского лавочника. Член ИРА. Участвовал в войне за независимость Ирландии (1919—1922). В 1925 эмигрировал в США. В течение следующих пяти лет работал в фондовой компании в штатах Колорадо , Род-Айленд, Флорида и Массачусетс.
В 1927 году дебютировал на Бродвее. Затем переехал в Голливуд, где в 1929 снялся в своём первом фильме «Честное предупреждение». В течение двадцати лет (1930-е —1940-е гг.) был одним из ведущих киноактёров Голливуда, сделал успешную карьеру в кинематографе США.
Во многих фильмах-мелодрамах, был партнёром Бетт Дейвис и других голливудских кинодив, наиболее заметными фильмами Брента в жанре нуар стали «Винтовая лестница» (1945), «Завтра будет вечно » (1946), «Искушение» (1946) и «Город, который он обжигает» (1951).
Сыграл в около 90 фильмах. Ушёл из кино в 1953, продолжая сниматься на телевидении до 1978 года.

## Личная жизнь
Пять раз был женат. Первая жена — Хелен Луиза Кэмбелл (1925—1927). В 1932 году сочетался браком со своей партнёршей по фильму «Крах» Рут Чаттертон, но через два года они расстались. В 1937 — австралийско-американская киноактриса Констанс Уорт (брак продолжался менее семи месяцев). Затем — Энн Шеридан (1942—1943) и Жаннет Микаэлс (1947—1974), с которой имел двух детей.
Умер от эмфиземы лёгких.

## Избранная фильмография
- 1929 — Честное предупреждение
- 1931 — Чарли Чан продолжает

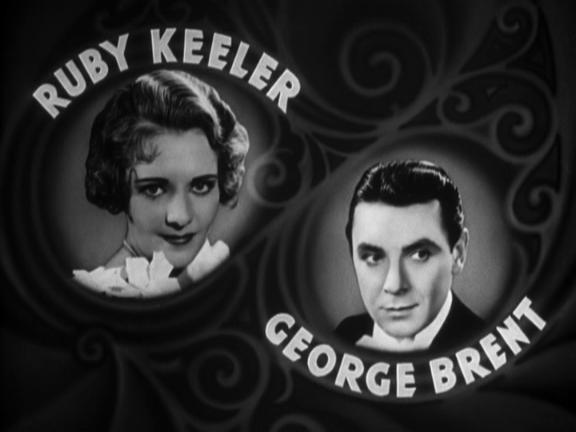
Джордж Брент и Руби Килер в фильме 42-я улица

- 1932 — Закупочная цена — Джим Гилсон
- 1932 — Мисс Пинкертон — Паттен, инспектор полиции
- 1932 — Такой взрослый!
- 1933 — 42-я улица — Пэт Деннинг
- 1933 — Роскошный лайнер
- 1933 — Мордашка — Кортленд Тренхолм
- 1934 — Домохозяйка
- 1934 — Разрисованная вуаль — Джек Таунсенд
- 1935 — Специальный агент
- 1936 — Золотая стрела
- 1937 — Правосудие горы
- 1938 — Золото там, где вы его находите
- 1938 — Иезавель — Бак Кэнтрелл
- 1939 — Страна свободы
- 1939 — Старая дева — Клем Спендер, лейтенант
- 1939 — Пришли дожди
- 1939 — Победить темноту — Доктор Фредерик Стил
- 1940 — Боевой 69-й — Билл Донован
- 1940 — Когда мы встретимся вновь — Дэн Хардести
- 1940 — Приключение бриллиантов
- 1940 — Великая ложь — Питер Ван Аллен
- 1941 — Медовый месяц на троих
- 1941 — Международная леди
- 1942 — Весёлые сёстры
- 1942 — В этом наша жизнь — Крейг Флеминг
- 1944 — Рискованный эксперимент — доктор Бэйли
- 1945 — Любовные приключения Сьюзан — Роджер Бертон
- 1945 — Винтовая лестница — профессор Альберт Уоррен
- 1946 — Моя репутация
- 1946 — Завтра будет вечно — Лоуренс Гамильтон
- 1946 — Искушение — Найджел Эрмайн
- 1949 — Парень из Кливленда
- 1949 — Невеста на продажу
- 1949 — Незаконное проникновение — главный агент Дэн Коллинз
- 1951 — Город, который он обжигает
- 1952 — Последняя страница — Джон Харман
- 1954-1958 — Кульминация (телесериал)
- 1955 — 57-я студия
- 1966 — Сыромятная плеть
- 1978 — Вновь рожденный